# Маунт-Поконо (Пенсільванія)
Маунт-Поконо (англ. Mount Pocono) — місто (англ. borough) в США, в окрузі Монро штату Пенсільванія. Населення — 3089 осіб (2020).

## Географія
Маунт-Поконо розташований за координатами 41°7′21″ пн. ш. 75°21′28″ зх. д. / 41.12250° пн. ш. 75.35778° зх. д. (41.122493, -75.357768).  За даними Бюро перепису населення США в 2010 році місто мало площу 8,95 км², з яких 8,95 км² — суходіл та 0,01 км² — водойми.

### Клімат
| Клімат : Маунт-Поконо   | Клімат : Маунт-Поконо | Клімат : Маунт-Поконо | Клімат : Маунт-Поконо | Клімат : Маунт-Поконо | Клімат : Маунт-Поконо | Клімат : Маунт-Поконо | Клімат : Маунт-Поконо | Клімат : Маунт-Поконо | Клімат : Маунт-Поконо | Клімат : Маунт-Поконо | Клімат : Маунт-Поконо | Клімат : Маунт-Поконо | Клімат : Маунт-Поконо |
| Показник                | Січ.                  | Лют.                  | Бер.                  | Квіт.                 | Трав.                 | Черв.                 | Лип.                  | Серп.                 | Вер.                  | Жовт.                 | Лист.                 | Груд.                 | Рік                   |
| Абсолютний максимум, °C | 16,5                  | 22,3                  | 27,3                  | 30,7                  | 32,0                  | 32,2                  | 34,4                  | 33,4                  | 32,4                  | 27,9                  | 23,7                  | 18,9                  | 34,4                  |
| Середній максимум, °C   | −0,4                  | 1,5                   | 6,0                   | 13,1                  | 19,2                  | 23,6                  | 25,8                  | 25,1                  | 21,1                  | 14,7                  | 8,5                   | 1,9                   | 13,4                  |
| Середня температура, °C | −4,9                  | −3,4                  | 0,7                   | 7,2                   | 13,0                  | 17,6                  | 20,1                  | 19,3                  | 15,4                  | 9,2                   | 3,8                   | −2,3                  | 8,0                   |
| Середній мінімум, °C    | −9,5                  | −8,4                  | −4,6                  | 1,2                   | 6,8                   | 11,7                  | 14,3                  | 13,7                  | 9,8                   | 3,6                   | −0,9                  | −6,6                  | 2,6                   |
| Абсолютний мінімум, °C  | −29,8                 | −25,3                 | −21,4                 | −11,9                 | −2,8                  | 0,5                   | 3,1                   | 1,0                   | −2,3                  | −8,2                  | −18,2                 | −26                   | −29,8                 |
| Норма опадів, мм        | 95                    | 86                    | 113                   | 116                   | 120                   | 124                   | 120                   | 112                   | 132                   | 142                   | 113                   | 114                   | 1387                  |
| Вологість повітря, %    | 74.8                  | 68.6                  | 66.1                  | 61.1                  | 63.0                  | 73.3                  | 72.7                  | 76.0                  | 77.1                  | 73.2                  | 72.4                  | 76.6                  | 71.3                  |
| ----------------------- | --------------------- | --------------------- | --------------------- | --------------------- | --------------------- | --------------------- | --------------------- | --------------------- | --------------------- | --------------------- | --------------------- | --------------------- | --------------------- |
| Джерело: PRISM          |                       |                       |                       |                       |                       |                       |                       |                       |                       |                       |                       |                       |                       |

## Демографія
Згідно з переписом 2010 року, у селищі мешкало 3170 осіб у 1225 домогосподарствах у складі 793 родин. Густота населення становила 354 особи/км².  Було 1417 помешкань (158/км²).
Расовий склад населення:
| - 66,7 % — білих - 19,9 % — чорних або афроамериканців - 2,5 % — азіатів - 0,7 % — корінних американців - 0,1 % — вихідців з тихоокеанських островів - 6,4 % — осіб інших рас |

До двох чи більше рас належало 3,7 %. Частка іспаномовних становила 17,7 % від усіх жителів.
За віковим діапазоном населення розподілялося таким чином: 25,5 % — особи молодші 18 років, 59,7 % — особи у віці 18—64 років, 14,8 % — особи у віці 65 років та старші. Медіана віку мешканця становила 39,0 року. На 100 осіб жіночої статі у селищі припадало 92,4 чоловіків;  на 100 жінок у віці від 18 років та старших — 87,6 чоловіків також старших 18 років.
Середній дохід на одне домашнє господарство  становив 66 391 долар США (медіана — 43 705), а середній дохід на одну сім'ю — 78 728 доларів (медіана — 53 403). Медіана доходів становила 61 667 доларів для чоловіків та 30 329 доларів для жінок. За межею бідності перебувало 13,5 % осіб, у тому числі 13,8 % дітей у віці до 18 років та 0,0 % осіб у віці 65 років та старших.
Цивільне працевлаштоване населення становило 1314 осіб. Основні галузі зайнятості: освіта, охорона здоров'я та соціальна допомога — 29,2 %, роздрібна торгівля — 17,3 %, виробництво — 14,4 %.